# BMW F800 GS
La BMW F 800 GS è una motocicletta prodotta dalla casa motociclistica tedesca BMW Motorrad dal 2008, che si va ad inserire nel segmento delle enduro stradali. Nata in un periodo in cui le maxi enduro di media cilindrata erano praticamente scomparse, eredita la filosofia esplorativa del celebre modello BMW R80 GS, con cui condivide la cilindrata 800 e la misura del cerchio anteriore da 21".

## Il contesto
Spinta da un motore di 800 cm³ che eroga 85 CV, viene percepita erroneamente come sorella minore della R1200 GS, anche se vi si distingue per una concezione totalmente diversa sia del motore (bicilindrico parallelo in linea con manovellismo a 360 gradi che richiama da vicino carattere e tonalità del boxer, in questo caso prodotto in Austria da Rotax, con sigla Rotax 804 , sulla base di un progetto BMW) mentre abbiamo motore boxer nella R1200 ; da cui si differenzia anche nella trasmissione (a catena nella F 800, mentre è cardanica nella R1200) , molto differenti anche le sospensioni della F 800 GS di tipo convenzionale e dotate di maggiore escursione rispetto a quelle della R 1200 GS con sistema paralever, telelever.
Il propulsore 800 BMW-Rotax si ispira costruttivamente ed esteticamente alla nuova serie K",a cominciare dalla testata, che deriva da quella della K 1200 S/R, con bilancieri delle valvole a trascinamento, la centralina BMS-K di gestione del motore, e il circuito dell'olio a carter secco. Per limitare le vibrazioni, anziché i soliti alberi di equilibratura, qui è utilizzata una biella oscillante ( in pratica una terza biella ) posta fra i due cilindri. Altre caratteristiche sono le quattro valvole per cilindro, i due alberi a camme in testa mossi da catena ed il cambio a sei rapporti. Questo propulsore dimostrerà negli anni ottime doti di robustezza, essendo in grado di resistere per centinaia di migliaia di km con semplici interventi di manutenzione ordinaria, altre caratteristiche sono le ottime prestazioni erogate però con grande dolcezza e fluidità , infine dimostrerà di essere incredibilmente parco nei consumi.
La destinazione di questa moto è quella di un uso più versatile, trattandosi di moto adatta anche al fuoristrada più impegnativo grazie alla sua ruota anteriore a raggi da 21",  grazie al minor peso rispetto alla sorella maggiore e ad una meccanica più semplice. Il motore, prodotto dall'azienda austriaca Rotax, è lo stesso degli altri modelli delle serie F800, anche se l'inclinazione varia dai 30° delle sorelle ai suoi 8,3°. 
Tra l'altro lo stesso motore, in versione depotenziata, è stato installato anche sulle versioni più recenti della F650 GS e della BMW F700 GS che rispetto alla 800 risultano più improntate ad un uso stradale, con ruota anteriore da 19".
Il propulsore 800 BMW-Rotax made in Austria, verrà sostituito nei modelli successivi F 750 GS ed F 850 GS da un nuovo bicilindrico parallelo prodotto in Cina da Loncin, completamente differente, questo propulsore 850, a differenza del predecessore 800 avrà infatti manovellismo a 270 gradi, questa volta con contralberi per smorzare le vibrazioni (invece della terza biella), su queste moto inoltre scarico e trasmissione saranno su lati opposti rispetto alla F 800 GS.
Nel 2013 ha avuto luogo un restyling; questo consisteva in piccoli aggiornamenti estetici, tra cui una griglia del radiatore modificata. Ne è stata realizzata anche la versione Adventure, più accessoriata rispetto al modello base. Implementava borse laterali portaoggetti, navigatore satellitare e paramotore.

## Colorazioni
La F 800 GS esordisce sul mercato nel 2008 in due colorazioni, nero e giallo e nero e antracite. Nel 2010 le colorazioni sono invece arancione e nero e bianco e nero ed è presente la versione "30th anniversary" che, sulla base del modello bianco/nero, aggiunge degli adesivi rosso nero e blu, con la scritta "30th" mentre la sella è rossa con la scritta "GS" in rilievo.
Nel 2011 l'offerta si arricchisce di 2 nuove colorazioni: "Triple Black" (totalmente nera con telaio grigio) e "Trophy" che presenta una colorazione bianca e blu.

## Caratteristiche tecniche
| Caratteristiche tecniche - BMW F800 GS                               | Caratteristiche tecniche - BMW F800 GS | Caratteristiche tecniche - BMW F800 GS | Caratteristiche tecniche - BMW F800 GS | Caratteristiche tecniche - BMW F800 GS | Caratteristiche tecniche - BMW F800 GS |
| -------------------------------------------------------------------- | --- | --- | --- | --- | --- |
|                                                                      | | | | | |
| Dimensioni e pesi                                                    | | | | | |
| Ingombri (lungh.×largh.×alt.)                                        | 2320 × 945 × 1350 mm | 2320 × 945 × 1350 mm | 2320 × 945 × 1350 mm | 2320 × 945 × 1350 mm | 2320 × 945 × 1350 mm |
| Altezze                                                              | Sella: 880 mm | Sella: 880 mm | Sella: 880 mm | Sella: 880 mm | Sella: 880 mm |
| Interasse:                                                           | Interasse: | Massa a vuoto: 185 kg | Massa a vuoto: 185 kg | Serbatoio: 16 l | Serbatoio: 16 l |
| Meccanica                                                            | | | | | |
| Tipo motore: bicilindrico in linea 4 tempi                           | Tipo motore: bicilindrico in linea 4 tempi | Tipo motore: bicilindrico in linea 4 tempi | Tipo motore: bicilindrico in linea 4 tempi | Raffreddamento: a liquido | Raffreddamento: a liquido |
| Cilindrata                                                           | 798 cm³ (Alesaggio 82,0 × Corsa 75,6 mm) | 798 cm³ (Alesaggio 82,0 × Corsa 75,6 mm) | 798 cm³ (Alesaggio 82,0 × Corsa 75,6 mm) | 798 cm³ (Alesaggio 82,0 × Corsa 75,6 mm) | 798 cm³ (Alesaggio 82,0 × Corsa 75,6 mm) |
| Distribuzione: 8 valvole                                             | Distribuzione: 8 valvole | Distribuzione: 8 valvole | Alimentazione: iniezione/Gestione elettronica digitale(BMS-K) | Alimentazione: iniezione/Gestione elettronica digitale(BMS-K) | Alimentazione: iniezione/Gestione elettronica digitale(BMS-K) |
| Potenza: 85 cv a 7.500 giri/min                                      | Potenza: 85 cv a 7.500 giri/min | Coppia: 83 Nm a 5.750 giri/min | Coppia: 83 Nm a 5.750 giri/min | Rapporto di compressione: 12,0 : 1 | Rapporto di compressione: 12,0 : 1 |
| Frizione: a dischi multipli in bagno d'olio ad azionamento meccanico | Frizione: a dischi multipli in bagno d'olio ad azionamento meccanico | Frizione: a dischi multipli in bagno d'olio ad azionamento meccanico | Cambio: a sei rapporti ad innesti frontali integrato nel basamento motore | Cambio: a sei rapporti ad innesti frontali integrato nel basamento motore | Cambio: a sei rapporti ad innesti frontali integrato nel basamento motore |
| Trasmissione                                                         | catena continua O-ring con parastrappi nel mozzo ruota posteriore | catena continua O-ring con parastrappi nel mozzo ruota posteriore | catena continua O-ring con parastrappi nel mozzo ruota posteriore | catena continua O-ring con parastrappi nel mozzo ruota posteriore | catena continua O-ring con parastrappi nel mozzo ruota posteriore |
| Avviamento                                                           | elettrico | elettrico | elettrico | elettrico | elettrico |
| Ciclistica                                                           | | | | | |
| Telaio                                                               | griglia a travi d'acciaio con funzione di supporto motore | griglia a travi d'acciaio con funzione di supporto motore | griglia a travi d'acciaio con funzione di supporto motore | griglia a travi d'acciaio con funzione di supporto motore | griglia a travi d'acciaio con funzione di supporto motore |
| Sospensioni                                                          | Anteriore: forcella telescopica upside-down Marzocchi, Ø dei foderi 45 mm , escursione 230 mm / Posteriore: forcellone oscillante a doppio braccio in fusione di alluminio, ammortizzatore progressivo WAD prodotto da Sachs; regolazione idraulica continua del precarico della molla mediante manopola; freno in estensione dell'ammortizzatore regolabile , escursione 215 mm | Anteriore: forcella telescopica upside-down Marzocchi, Ø dei foderi 45 mm , escursione 230 mm / Posteriore: forcellone oscillante a doppio braccio in fusione di alluminio, ammortizzatore progressivo WAD prodotto da Sachs; regolazione idraulica continua del precarico della molla mediante manopola; freno in estensione dell'ammortizzatore regolabile , escursione 215 mm | Anteriore: forcella telescopica upside-down Marzocchi, Ø dei foderi 45 mm , escursione 230 mm / Posteriore: forcellone oscillante a doppio braccio in fusione di alluminio, ammortizzatore progressivo WAD prodotto da Sachs; regolazione idraulica continua del precarico della molla mediante manopola; freno in estensione dell'ammortizzatore regolabile , escursione 215 mm | Anteriore: forcella telescopica upside-down Marzocchi, Ø dei foderi 45 mm , escursione 230 mm / Posteriore: forcellone oscillante a doppio braccio in fusione di alluminio, ammortizzatore progressivo WAD prodotto da Sachs; regolazione idraulica continua del precarico della molla mediante manopola; freno in estensione dell'ammortizzatore regolabile , escursione 215 mm | Anteriore: forcella telescopica upside-down Marzocchi, Ø dei foderi 45 mm , escursione 230 mm / Posteriore: forcellone oscillante a doppio braccio in fusione di alluminio, ammortizzatore progressivo WAD prodotto da Sachs; regolazione idraulica continua del precarico della molla mediante manopola; freno in estensione dell'ammortizzatore regolabile , escursione 215 mm |
| Freni                                                                | Anteriore: a doppio disco flottante (Ø 300 mm), pinze Brembo flottanti a 2 pistoncini / Posteriore: a disco singolo (Ø 265 mm), pinza Brembo flottante a un pistoncino | Anteriore: a doppio disco flottante (Ø 300 mm), pinze Brembo flottanti a 2 pistoncini / Posteriore: a disco singolo (Ø 265 mm), pinza Brembo flottante a un pistoncino | Anteriore: a doppio disco flottante (Ø 300 mm), pinze Brembo flottanti a 2 pistoncini / Posteriore: a disco singolo (Ø 265 mm), pinza Brembo flottante a un pistoncino | Anteriore: a doppio disco flottante (Ø 300 mm), pinze Brembo flottanti a 2 pistoncini / Posteriore: a disco singolo (Ø 265 mm), pinza Brembo flottante a un pistoncino | Anteriore: a doppio disco flottante (Ø 300 mm), pinze Brembo flottanti a 2 pistoncini / Posteriore: a disco singolo (Ø 265 mm), pinza Brembo flottante a un pistoncino |
| Pneumatici                                                           | Anteriore: 90/90 x 21 - Posteriore: 150/70 x 17 | Anteriore: 90/90 x 21 - Posteriore: 150/70 x 17 | Anteriore: 90/90 x 21 - Posteriore: 150/70 x 17 | Anteriore: 90/90 x 21 - Posteriore: 150/70 x 17 | Anteriore: 90/90 x 21 - Posteriore: 150/70 x 17 |
| Prestazioni dichiarate                                               | | | | | |
| Velocità massima                                                     | oltre 200 km/h | oltre 200 km/h | oltre 200 km/h | oltre 200 km/h | oltre 200 km/h |
| Altro                                                                | | | | | |
| Note                                                                 | a richiesta disponibile ABS | a richiesta disponibile ABS | a richiesta disponibile ABS | a richiesta disponibile ABS | a richiesta disponibile ABS |
| Fonte dei dati:                                                      | | | | | |